# 若泽·莫西尼奥
若泽·莫西尼奥（葡萄牙語：José Mouzinho，1885年12月27日—1965年8月8日），葡萄牙男子马术运动员。他曾代表葡萄牙参加1924年和1928年夏季奥林匹克运动会马术比赛，其中1924年奥运会获得一枚铜牌。